# Butuan
Butuan is een stad in het noordoosten van het zuidelijke Filipijnse eiland Mindanao. De stad is sinds 1995 geclassificeerd als een zogenaamde Highly Urbanized City en maakt als zodanig geen deel uit van een provincie. Butuan is het regionale centrum van de regio Caraga. Bij de laatste census in 2007 had de stad ruim 298 duizend inwoners.

## Geschiedenis
Het is enigszins onduidelijk waar de naam Butuan van afstamt. sommigen vermoeden dat de naam afstamt van de naam van de zure vrucht Batuan. Er wordt ook wel beweerd dat voormalig stamhoofd Datu Buntuan de inspiratie is geweest voor de naam van de stad. Weer andere bronnen zeggen dat het woord afstamt van Butu-an (vrij vertaald: "Mensen met grote penissen").

## Geografie
Butuan ligt in het noordoosten van het zuidelijke Filipijnse eiland Mindanao aan de Butuanbaai. De stad ligt hemelsbreed 795 kilometer ten zuidwesten van de Filipijnse hoofdstad Manilla en 200 km ten noordnoordoosten van de grootste stad van Mindanao, Davao City. De stad wordt gegrensd door de stad Cabadbaran in het noorden en de gemeenten Sibagat in het oosten, Las Nieves in het zuiden en Buenavista in het westen. Butuan beslaat met een oppervlakte van 816,62 km² zo'n 4,1% van de regio Caraga. Slechts een kleine deel van de oppervlakte van Butuan is stedelijk gebied. Bijna de helft van de oppervlakte wordt gebruikt voor landbouwdoeleinden (397,23 km²). Daarnaast is 268 km² bebost en 61 km² grasland.

### Bestuurlijke indeling
Butuan is onderverdeeld in 86 barangays. Daarvan zijn 27 barangays in stedelijk gebied. De overige 59 barangays liggen in landelijk gebied.
| - Agao Pob. - Agusan Pequeño - Ambago - Amparo - Ampayon - Anticala - Antongalon - Aupagan - Baan KM 3 - Baan Riverside Pob. - Babag - Bading Pob. - Bancasi - Banza - Baobaoan - Basag - Bayanihan Pob. - Bilay - Bit-os - Bitan-agan - Bobon - Bonbon | - Bugabus - Bugsukan - Buhangin Pob. - Cabcabon - Camayahan - Dagohoy Pob. - Dankias - De Oro - Diego Silang Pob. - Don Francisco - Doongan - Dulag - Dumalagan - Golden Ribbon Pob. - Holy Redeemer Pob. - Humabon Pob. - Imadejas Pob. - Jose Rizal Pob. - Kinamlutan - Lapu-lapu Pob. - Lemon | - Leon Kilat Pob. - Libertad - Limaha Pob. - Los Angeles - Lumbocan - Maguinda - Mahay - Mahogany Pob. - Maibu - Mandamo - Manila de Bugabus - Maon Pob. - Masao - Maug - New Society Village Pob. - Nong-nong - Obrero Pob. - Ong Yiu Pob. - Pagatpatan - Pangabugan - Pianing | - Pigdaulan - Pinamanculan - Port Poyohon Pob. - Rajah Soliman Pob. - Salvacion - San Ignacio Pob. - San Mateo - San Vicente - Santo Niño - Sikatuna Pob. - Silongan Pob. - Sumile - Sumilihon - Tagabaca - Taguibo - Taligaman - Tandang Sora Pob. - Tiniwisan - Tungao - Urduja Pob. - Villa Kananga |

## Bestuur en politiek
Het bestuur van de stad heeft een dualistisch karakter. De uitvoerende macht ligt bij de burgemeester. De burgemeester wordt sinds 1987 elke drie jaar rechtstreeks gekozen door de inwoners van de stad. Hij is het hoofd van het dagelijks bestuur en benoemt alle directeur van uitvoerende organen. De burgemeester van Butuan is Ferdinand M. Amante jr.. Hij werd bij de verkiezingen van 2010 voor een termijn van drie jaar gekozen. De wetgevende macht van de provincie ligt bij de Sangguniang Panlungsod (stadsraad). Deze bestaat in het geval van Butuan uit tien reguliere raadsleden en twee ex officio leden. De raad wordt voorgezeten door de viceburgemeester. De viceburgemeester wordt net als de burgemeester rechtstreeks door het volk gekozen en is de eerst aangewezen opvolger van de burgemeester wanneer deze bijvoorbeeld komt te overlijden. Hij stemt normaal gesproken niet mee in de raad, maar mag wel de beslissende stem uitbrengen bij een gelijk geëindigde stemming. De viceburgemeester van Butuan is Lawrence Lemuel H. Fortun. Hij werd bij de verkiezingen van 2010 voor een termijn van drie jaar gekozen. De tien reguliere raadsleden van Butuan worden rechtstreeks gekozen door de inwoners van de stad. De twee ex-officio leden zijn de lokale president van de Association of Barangay Captains (ABC) en de lokale president van de Sangguniang Kabataan (jeugdraad).
Lijst van burgemeesters van Butuan sinds 1948
| - 1948 - 1950 Romulo A. Rosales - 1953 - 1959 Rodolfo D. Calo - 1953 - 1959 Zacarias Pizarro - 1959 - 1968 Salvador L. Calo - 1968 - 1969 Guillermo R. Sanchez - 1969 - 1971 Sylvestre M. Osin - 1971 - 1986 Figurado O. Plaza | - 1986 - 1986 Marcos V. Calo - 1986 - 1992 Guillermo R. Sanchez - 1992 - 2001 Democratico D. Plaza II - 2001 - 2004 Leonides Theresa B. Plaza - 2004 - 2010 Democratico D. Plaza II - 2010 - 2013 Ferdinand M. Amante jr. |

## Demografie
Butuan had bij de census van 2007 een inwoneraantal van 298.378 mensen. Dit zijn 31.099 mensen (11,6%) meer dan bij de vorige census van 2000. De gemiddelde jaarlijkse groei komt daarmee uit op 1,53%, hetgeen lager is dan het landelijk jaarlijks gemiddelde over deze periode (2,04%). Vergeleken met de census van 1995 is het aantal mensen met 51.304 (20,8%) toegenomen.

De bevolkingsdichtheid van Butuan was ten tijde van de laatste census, met 298.378 inwoners op 816,62 km², 365,4 mensen per km².

## Economie
In Butuan worden veel bananen, hout, garnalen, kokosnoten en handwerk geproduceerd. Daarnaast worden veel meubels gemaakt in deze stad.

## Onderwijs
Butuan City is het educatieve centrum van de regio. De stad huisvest diverse universiteiten en andere tertiaire opleidingen. De Father Saturnino Urios University (FSUU) is een particuliere rooms-katholieke universiteit met een campus in het centrum en een in barangay Libertad. FSUU biedt naast universitair onderwijs ook lagereschool- en middelbareschoolonderwijs. In totaal studeren aan de FSUU meer dan 6000 leerlingen en studenten. De andere universiteit in de stad is de Caraga State University. Deze staatsuniversiteit is ontstaan uit een fusie tussen de Northern Mindanao State Institute of Science and Technology uit Butuan en de Northern Mindanao College of Arts, Science and Technology uit Cabadbaran. De universiteit staat met name goed bekend wat betreft de terreinen geodesie, bosbouw en landbouwkunde. Andere hoger onderwijsinstellingen in de stad zijn Butuan Doctors College en St. Joseph Institute of Technology (SJIT).

## Verkeer en vervoer
Openbaar vervoer in en rond Butuan verloopt voornamelijk met bussen en tricycles (overdekte zijspanbrommers). Taxi's zijn schaars. Vanuit de busterminal 3 km ten noorden van Butuan worden busverbindingen onderhouden met steden als Surigao (2 uur), Balingoan (2 uur), Cagayan de Oro (4 uur), en Davao City (7 uur).
In barangay Bancasi, 6,5 km van het stadscentrum, ligt Bancasi Airport. Deze luchthaven is het enige vliegveld binnen de provinciegrenzen en het grootste van de regio Caraga. Bancasi Airport is door de Civil Aviation Authority of the Philippines geclassificeerd als een "groot commercieel binnenlands vliegveld". Vanuit Bancasi Airport wordt lijndiensten onderhouden naar Manilla en Cebu City. In 2010 werden er 382.843 passagiers en 5224 ton vracht vervoerd.
De belangrijkste haven voor Butuan bevindt zich in de gemeente Nasipit. Deze haven is de belangrijkste haven voor Butuan en de provincie Agusan del Norte en doet ook dienst als doorvoerhaven voor naburige provincies als Davao del Norte Vanuit de haven van Nasipit vaart Cebu Ferries naar Surigao City, Cebu City en Jagna op Bohol.

## Geboren in Butuan
- Edelmiro Amante (21 april 1933), politicus;
- Susan Fuentes (1955), zangeres (overleden 2013).